# Biała Rawska (gmina)
Biała Rawska est une gmina mixte du powiat de Rawa Mazowiecka, Łódź, dans le centre de la Pologne. Son siège est la ville de Biała Rawska, qui se situe environ 17 km à l'est de Rawa Mazowiecka et 71 km à l'est de la capitale régionale Łódź.
La gmina couvre une superficie de 208,41 km2 pour une population de 11 546 habitants.

## Géographie
Outre la ville de Biała Rawska, la gmina inclut les villages d'Aleksandrów, Antoninów, Babsk, Biała Wieś, Białogórne, Błażejewice, Bronisławów, Byki, Chodnów, Chrząszczew, Chrząszczewek, Dańków, Franklin, Franopol, Galiny, Gołyń, Gośliny, Grzymkowice, Janów, Jelitów, Józefów, Konstantynów, Koprzywna, Krukówka, Lesiew, Marchaty, Marianów, Narty, Niemirowice, Orla Góra, Ossa, Pachy, Pągów, Podlesie, Podsędkowice, Porady Górne, Przyłuski, Rokszyce, Rosławowice, Rzeczków, Słupce, Stanisławów, Stara Wieś, Studzianek, Szczuki, Szwejki Małe, Teodozjów, Teresin, Tuniki, Wilcze Piętki, Wola-Chojnata, Wólka Babska, Wólka Lesiewska, Zakrzew, Zofianów, Zofiów, Żurawia et Żurawka.
La gmina borde la ville de Rawa Mazowiecka et les gminy de Błędów, Głuchów, Kowiesy, Mszczonów, Nowy Kawęczyn, Rawa Mazowiecka, Regnów et Sadkowice.